# Idmonea tortuosa
Idmonea tortuosa is een onzeker mosdiertjessoort uit de familie van de Idmoneidae. De wetenschappelijke naam van de soort is voor het eerst geldig gepubliceerd in 1888 door Kirkpatrick.